# Philippe Bouchet (historien de l'art)
Pour les articles homonymes, voir Philippe Bouchet et Bouchet.
Philippe Bouchet, né à Firminy, est un historien de l'art français, commissaire d'exposition et expert français,.

## Biographie
Philippe Bouchet a étudié l'histoire de l'art à l'Université Lumière-Lyon-II puis à Paris 1 Panthéon-Sorbonne (Diplôme d’études approfondies en 1990). Il est également diplômé de la faculté de droit de l'université Jean-Monnet à Saint-Étienne.[réf. nécessaire] Spécialiste de l’art d’après-guerre en Europe, il a consacré ses recherches à Édouard Pignon dont il est aujourd’hui le spécialiste et auteur du catalogue raisonné de l’œuvre[réf. nécessaire].
Il s'est également intéressé à d'autres figures de la même génération, récemment[évasif] à Charles Lapicque et à Jean Le Moal.
Outre ces figures historiques, ses activités sont également tournées vers l'art contemporain et donnent lieu à des contributions ou des commissariats d’exposition.

## Expositions (sélection)
- Édouard Pignon, avec Jean-Louis Ferrier (Paris, Le Monde de l’Art, 1992).
- Quatre artistes africains contemporains : Amadou Ba, Souleymane Keita, Serigne M'Baye Camara, Ousmane Sow, avec Jacques Kerchache (Paris, Le Monde de l'Art, 1993).
- Moving painting : A. One, Ash, Jonone, Sharp, 10 ans de bombe (Paris, Le Monde de l'Art, 1994).
- Sept peintres indiens contemporains, Manjit Bawa, Bal Chhabda, Jogen Chowhury, Tyeb Mehta, Raza, Arpita Singh, K.G. Subramanyan, avec S.H. Raza (Paris, Le Monde de l'Art, 1995).
- Édouard Pignon, rétrospective, avec Didier Schulmann (Lille, Palais des Beaux-Arts, 1997).
- Édouard Pignon en pleine lumière, avec Michel Bépoix (Aix-en-Provence, Galerie d’Art du Conseil général des Bouches-du-Rhône, 1999).
- Édouard Pignon, dessins, carnets et peintures, avec Sophie Cazé (Issoudun, Musée de l’Hospice Saint-Roch, 2000)[4].
- Édouard Pignon, pittore ceramista a Vallauris 1951-1954, avec Gian Carlo Bojani (Deruta, Museo regionale della ceramica, 2002).
- Édouard Pignon, du rythme entre les choses , avec Sophie Cazé, Joséphine Matamoros et Bruno Gaudichon (Issoudun, Musée de l'Hospice Saint-Roch / Céret, Musée d’Art moderne / Roubaix, La Piscine-Musée d’Art et d’Industrie André Diligent, 2005-2006).
- Hors la vie, artistes et prison, avec Michel Bépoix (Issoudun, Musée de l’Hospice Saint-Roch, 2006).
- Édouard Pignon, au cœur du monde cézannien, avec Philippe Latourelle (Saint-Rémy-de-Provence, Musée Estrine, 2006).
- La Figuration narrative des années 60-70 (Lille, Hospice Comtesse, 2007).
- Charles Lapicque le dérangeur, avec Sophie Cazé, Benoît Decron, Pantxika de Paepe et Alexandrine Monnier (Issoudun, Musée de l’Hospice Saint-Roch / Colmar, Musée d’Unterlinden / Les Sables d’Olonne, Musée de l’Abbaye Sainte-Croix, 2009-2010).
- Charles Lapicque à Besançon, donations Norbert Ducrot-Granderye, avec Emmanuel Guigon (Besançon, Musée des Beaux-Arts et d’Archéologie, 2011).
- Charles Lapicque la vocation maritime, avec Patrick Jourdan (Morlaix, Musée de Morlaix, 2011).
- Édouard Pignon, femmes en Méditerranée : Catalanes à Collioure, étés 1945-1946, avec Joséphine Matamoros (Collioure, Musée d’Art moderne, 2013).
- Hervé Di Rosa présente 11 artistes de la maison centrale de Saint-Maur, avec Patrice Moreau et Jean Seisser (Issoudun, Musée de l’Hospice Saint-Roch, 2015).
- Édouard Pignon entre ciel et mer, les plongeurs, avec Patrick Jourdan (Morlaix, Musée de Morlaix, 2016).
- Édouard Pignon, Ostende (1946-1953), avec Sylvie Ramond (Lyon, Musée des Beaux-Arts, 2017).
- Jean Le Moal, avec Pascale Soleil, Patrice Moreau, Guillaume Ambroise et Sophie Kervran (Valence, Musée Art et Archéologie / Issoudun, Musée de l’Hospice Saint-Roch / Quimper, Musée des Beaux-Arts, 2017-2018).

## Publications et directions d’ouvrages (sélection)
- Édouard Pignon, rétrospective, Lille, Palais des Beaux-Arts, 1997.
- Édouard Pignon en pleine lumière, Arles, Actes Sud, 1999.
- Édouard Pignon, pittore ceramista a Vallauris 1951-1954, Florence, Centro Di, 2002.
- Édouard Pignon, Neuchâtel, Ides et Calendes, 2004.
- Édouard Pignon, du rythme entre les choses , Paris, Somogy éditions d’art, 2005.
- Entretien avec Paul Jenkins dans Paul Jenkins, recent paintings, Londres, The Redfern Gallery, 2007.
- Édouard Pignon, Paris, Cercle d’Art, 2007[5].
- Charles Lapicque le dérangeur, Paris, Thalia édition, 2009 (Prix Bordin de l’Académie des Beaux-Arts)[6],[7].
- Charles Lapicque, Paris, Cercle d’Art, 2009.
- L’atelier de Serge Mansau, Paris, Thalia édition, 2010.
- Charles Lapicque la vocation maritime, Quimper, éditions Palantines, 2011.
- L’atelier d’Hervé Di Rosa, Paris, Thalia édition, 2011.
- La sensation même dans Olivier Debré, les années cinquante, Paris, Galerie Louis Carré & Cie, 2011.
- Édouard Pignon, femmes en Méditerranée : Catalanes à Collioure, étés 1945-1946, Paris, Somogy éditions d’Art, 2013[8].
- Charles Lapicque. Peintre libre et esprit fertile, Spézet, Coop Breizh, 2014.
- Édouard Pignon entre ciel et mer, les plongeurs, Morlaix, Musée de Morlaix, 2016.
- Édouard Pignon, Ostende (1946-1953), Paris, Hazan, 2017[9].
- Jean Le Moal, Paris, Lienart éditions, 2017[10],[11].
- Edouard Pignon et Pablo Picasso, « Une vie de peintre » dans Picasso, Les années Vallauris, Réunion des musées nationaux - Grand Palais éditions, Paris, 2018.
- Entretien avec Hervé Di Rosa dans Hervé Di Rosa : l’œuvre au monde, Gand, Snoeck, 2018[12].
- Le sens de l'homme dans Marcel Gromaire 1892-1971. L'élégance de la force, Gand, Snoeck, 2019.
- Deux Américaines à Paris : Joan Mitchell, Shirley Jaffe dans Femmes années 50. Au fil de l'abstraction, peinture et sculpture, Paris, Hazan, 2019.